# BMW R 61
BMW R 61 – produkowany od 1938 do 1941 roku dwucylindrowy (bokser) motocykl firmy BMW. Był następcą modelu R 6, z którego przejął praktycznie niezmieniony silnik (różnicą był inny numer silnika i sygnatury na wewnętrznych stronach dekli osłonowych). Pojawił się wraz z całą nową linią zaprezentowaną w tym samym czasie: R 51, R 61, R 66 i R 71. Sprzedano 3747 egzemplarzy w cenie 1420 Reichsmarek. Po zakończeniu produkcji motocykli cywilnych w 1941 roku BMW produkowało wyłącznie modele R 12 i R 75 na potrzeby armii.
W trakcie Sześciodniówki w 1937 roku BMW zaprezentowało pierwsze motocykle z suwakowym zawieszeniem tylnego koła. Zaprojektowane przez Aleksandra von Falkenhausena zawieszenie początkowo nie przypadło kierowcom do gustu. Dlatego też von Falkenhausen sam wziął udział w Sześciodniówce zdobywając Złoty Medal.

## Konstrukcja
Dwucylindrowy dolnozaworowy silnik w układzie bokser o mocy 18 KM wbudowany wzdłużnie zasilany 2 gaźnikami AMAL M 75/426/S. Suche sprzęgło jednotarczowe połączone z 4-biegową, nożnie sterowaną skrzynią biegów. Oprócz nożnej dźwigni zmiany biegów można było zamówić pomocniczą dźwignię ręczną. Napęd koła tylnego wałem Kardana. Rama ze spawanych elektrycznie rur stalowych z suwakowym zawieszeniem tylnego koła z teleskopami. Przednie zawieszenie to widelec teleskopowy z tłumieniem olejowym. Z przodu i tyłu zastosowano hamulce bębnowe o średnicy 200 mm. Dźwignia tylnego hamulca była obsługiwana, podobnie jak w dzisiejszych motocyklach palcami stopy, a nie jak we wcześniejszych konstrukcjach pietą. Prędkość maksymalna 125 km/h.